# Campo di aviazione di Casa Piazza
Il campo di aviazione di Casa Piazza fu un aerodromo d'Italia.

## Storia
Costruito nel 1917, ospitò gli inglesi, che vi rimasero fino alla fine della prima guerra mondiale.

## Reparti

### Gran Bretagna
- 66º Squadrone